# Toxorhina (Ceratocheilus) drysdalei
Toxorhina (Ceratocheilus) drysdalei is een tweevleugelige uit de familie steltmuggen (Limoniidae). De soort komt voor in het Afrotropisch gebied.